# Stephen Lambert
Stephen Lambert, född den 21 november 1979 i Mackay, Australien, är en australisk landhockeyspelare.
Han tog OS-brons i herrarnas landhockeyturnering i samband med de olympiska landhockeytävlingarna 2008 i Peking.